# Ворсма
Ворсма (рос. Ворсма) — місто у Павловському районі Нижньогородської області Російської Федерації.

## Назва

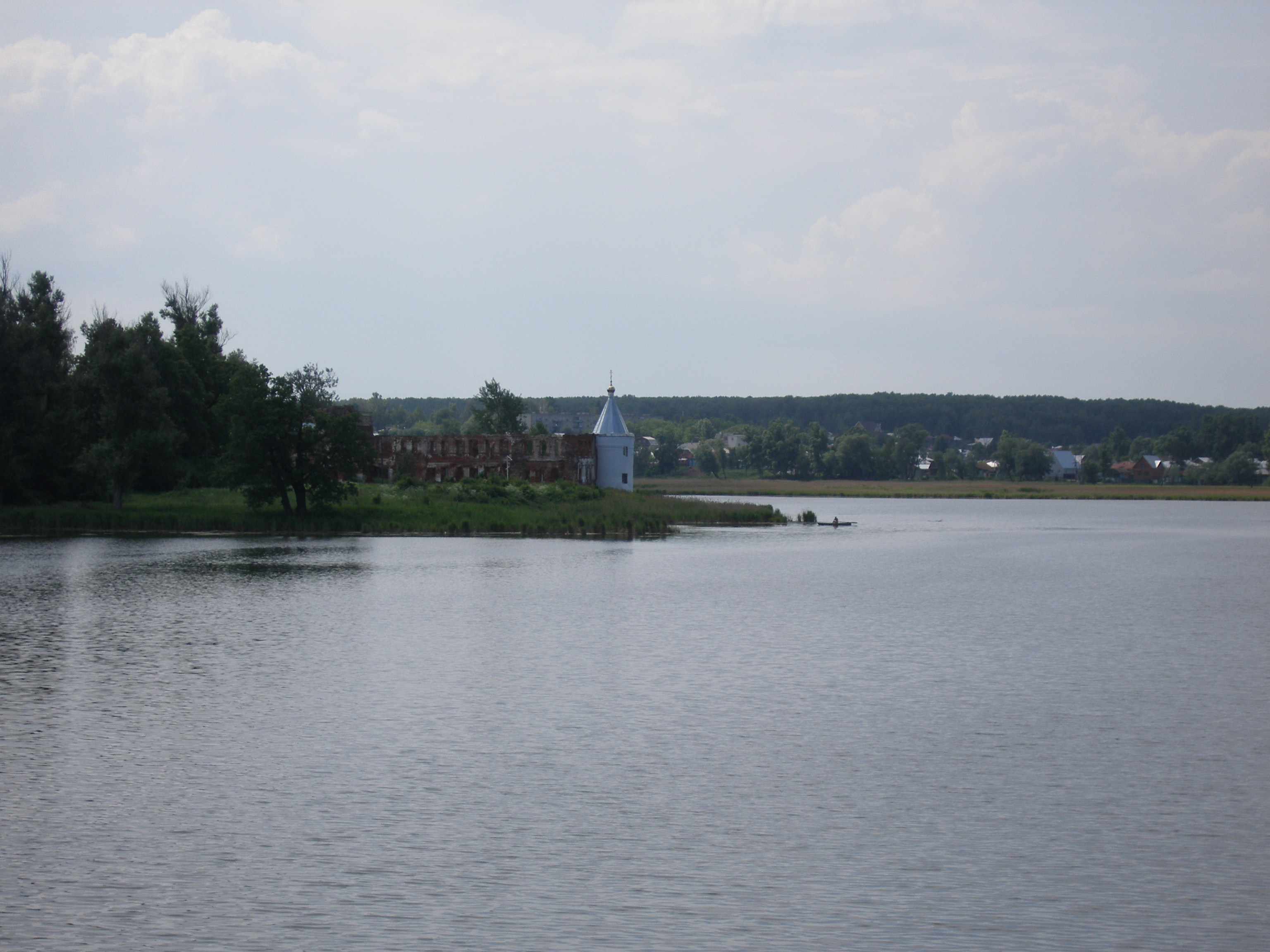
Озеро Тосканка

Топонім Ворсма має финно-угорське похождення (ерзянське) і означає земля на воді.

## Географія
Місто розташоване за 70 км на південний захід від Нижнього Новгорода, на річці Кішмі, правій притоці Оки, на лівому березі озера Тосканка.

## Історія
У 1926 року Ворсмі було надано статус робітничого селища, а в 1955 році — статус міста.
Від 2004 року входить до складу муніципального утворення місто Ворсма.

## Світлини

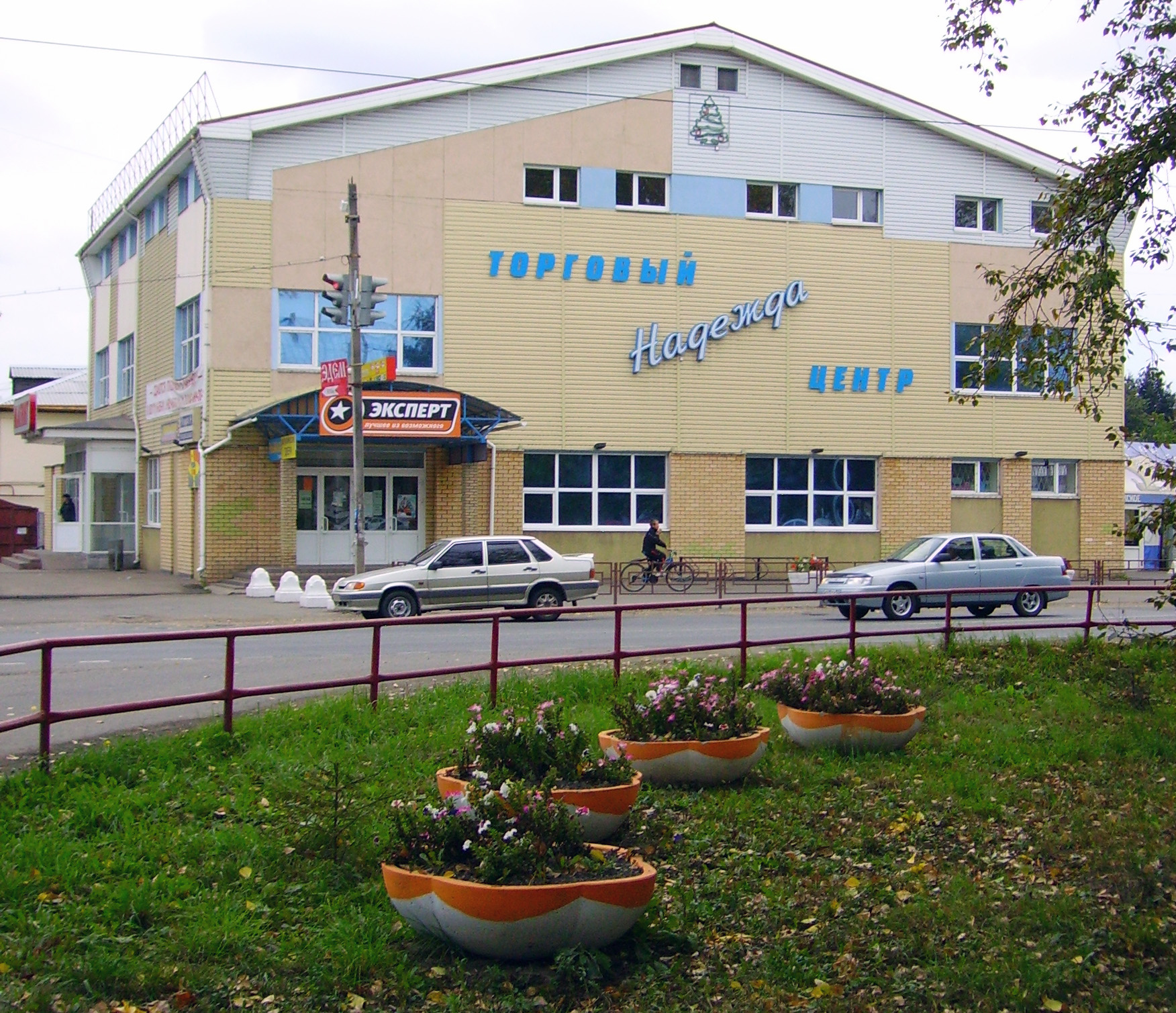
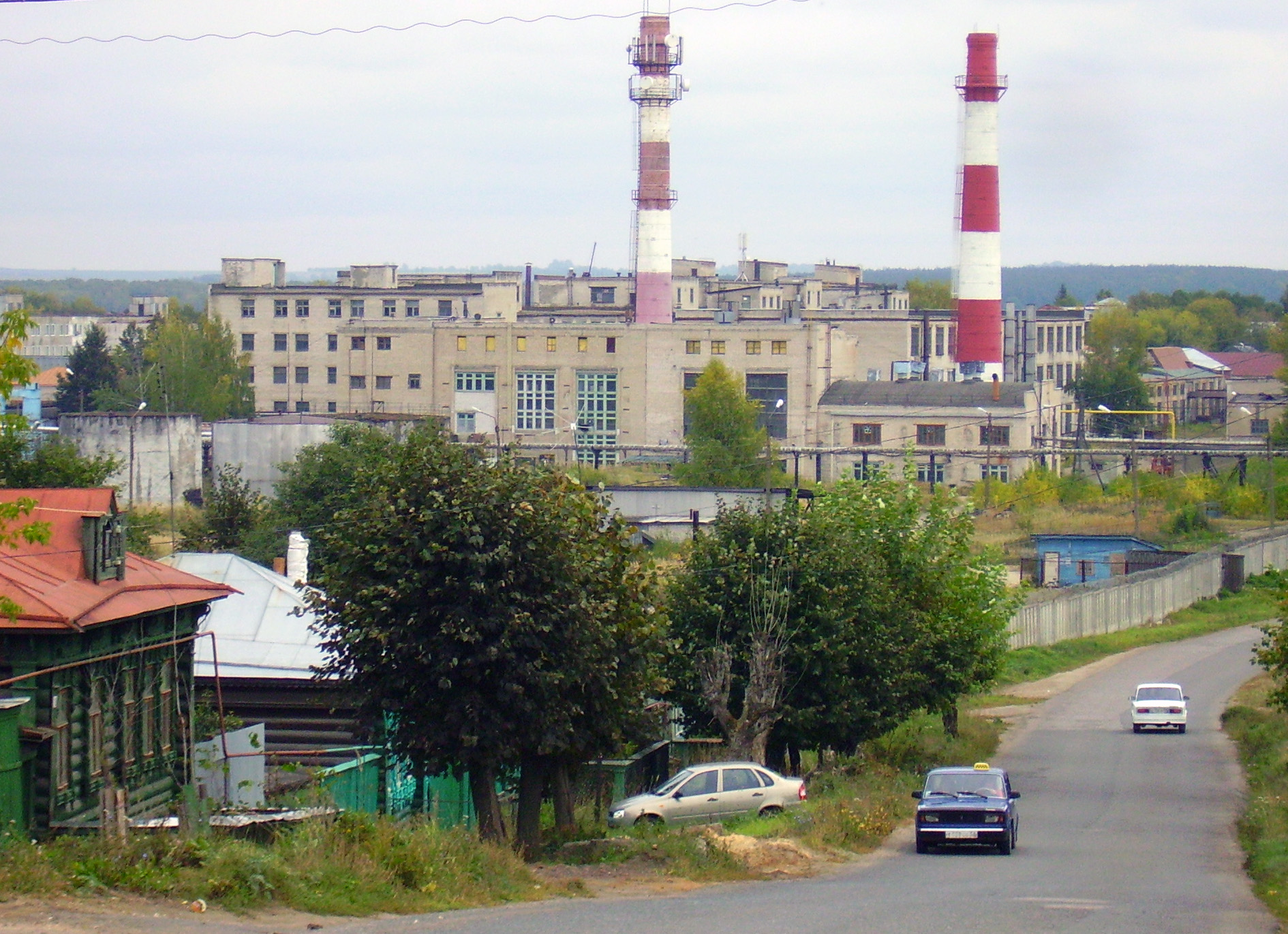
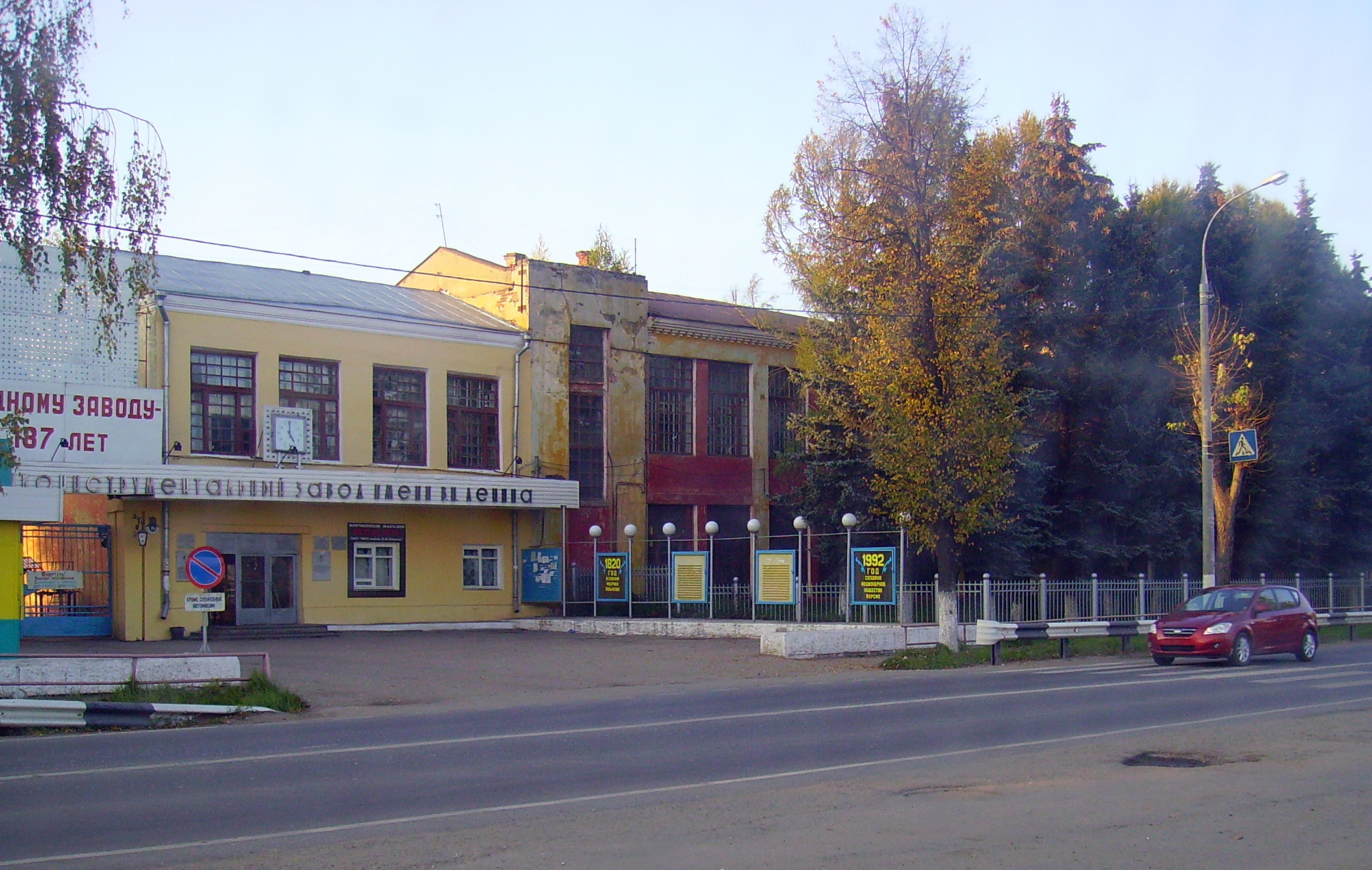

## Населення
| 1897    | 1931    | 1939    | 1959    | 1970    | 1979    | 1989    |
| ------- | ------- | ------- | ------- | ------- | ------- | ------- |
| 4700    | ↗6300   | ↗9400   | ↗10 856 | ↗12 965 | ↗13 968 | ↘13 648 |
| 1992    | 1996    | 1998    | 2002    | 2003    | 2005    | 2006    |
| ↘13 600 | ↘13 300 | ↘13 000 | ↘12 629 | ↘12 600 | ↘12 200 | ↘12 000 |
| 2007    | 2008    | 2009    | 2010    | 2011    | 2012    | 2013    |
| ↘11 900 | ↘11 685 | ↘11 550 | ↗11 620 | ↘11 565 | ↘11 409 | ↘11 226 |
| 2014    | 2015    | 2016    | 2017    |         |         |         |
| ↘10 989 | ↘10 793 | ↘10 630 | ↘10 589 |         |         |         |